# アラジンA
アラジンA（アラジンえーす）はサミーから2002年2月24日に発売されたパチスロ機。アラジンシリーズ4代目で初のドット表示が搭載されたものの、その爆裂性の激しさから強制撤去となった。
アラジンシリーズに連綿と受け継がれてきた単チェリーを搭載しているが、従来のシングルボーナスの集中役搭載機ではなくAT機として登場。また、ATシステムもこれまでの様な連チャン数が選択されるものではなく、モード移行システムを別の視点で活用させた。

## 概要
- チャンス目は様々だが、主に「単チェリー成立」がモード移行のサインとして分かりやすい。
- アシストタイム（AT）は「アラジンチャンス（AC）」。AC中の10ゲーム間に、高確率で選択されているラクダ（シングルボーナス）と月の押し順を完全ナビ。1ゲーム当たりの期待純増枚数は11.9枚。連チャンテーブルの様なものはなく、当選した場合のATは1セットのみである。
- モードは「通常」「高確率A」「高確率B」の3種類。純ハズレやボーナスを契機に移行する。通常時のAC突入率は非常に低いが、高確率A・B時は1/20の超高確率でAC抽選が行われる。AとBの主な違いは通常モードへの移行確率で、Aは短い滞在状態、Bは長い滞在状態となるため、遊技においていかに長く、または多く高確率状態に突入できるかが出玉のカギとなる。
- ドットや効果音により、様々な演出がされる。前兆演出もあり、プレイヤーの期待を増加させる。

## アラジンチャンス
- 当選時のATは1セットと決まっており連チャンの印象が薄いが、逆を言えば高確率状態にいる限り、突入し続けるということなので、他機種と遜色無い出玉が期待できる。また、滞在ゲーム数により当選回数が左右される不安定なスペックなので、状況次第ではあるものの、一撃数万枚レベルの出玉増加も可能。
- AC中にハズレフラグに当選すると、1/2でAC後に「スーパーアラジンチャンス」へ突入。継続ゲーム数は10-5000。殆どが数十ゲームだが、選択率1%以下の数千ゲームが選択された場合は爆裂必至となる。特に、最長継続ゲーム数である「SAC5000G」を引き当てることができれば、一撃65600枚というとんでもない出玉を叩き出すことも可能であった。

その出玉は非常に激しく、4号機の中でもトップクラスの爆裂スペックを誇る。しかしながら、「射幸心をあおる」機種としてミリオンゴッド（ミズホ）、サラリーマン金太郎（ロデオ）などとともに検定取り消し処分となり、強制撤去された。
後に、出玉性などを抑えた新バージョンとして「アラジンS」が発売された。

## スペック
| 設定 | BIG確率 | REG確率 | アラチャン確率 | 機械割 |
| ---- | ------- | ------- | -------------- | ------ |
| 1    | 1/439.8 | 1/655.4 | 1/183.6        | 94.7%  |
| 2    | 1/439.8 | 1/655.4 | 1/161.3        | 98.2%  |
| 3    | 1/439.8 | 1/655.4 | 1/142.7        | 102.0% |
| 4    | 1/409.6 | 1/595.8 | 1/132.4        | 107.0% |
| 5    | 1/364.1 | 1/546.1 | 1/112.4        | 117.1% |
| 6    | 1/299.3 | 1/496.5 | 1/83.5         | 119.9% |

※メーカー発表値

## 後継機
2003年には後継機としてATによる出玉を抑えた「アラジンS」がリリースされているほか、2005年には「アラジン2エボリューション」がストック機として、2007年には「CRアラジンデスティニー」がパチンコに姿を変えて登場している。
2015年2月には初代を継承したアラジンA-IIが導入、2022年1月にはサミークラシックブランドとしてSアラジンAクラシックが導入された。

## ゲーム機
- PS2用ソフト『実戦パチスロ必勝法!アラジンA』が2002年7月18日に発売されている。
- オンラインゲームサイト『777town.net』にてプレイが可能である。
- PS2ソフト『龍が如く2』にてプレイが可能である。また本作のPS3移植版として発売された、龍が如く1&2 HD EDITIONにてもプレイ可能である。
- 携帯サイト『サミー777タウン』にてプレイが可能である。
- 2025年6月24日、スマホアプリ『777Real』での配信が開始された。

## その他
- 横浜DeNAベイスターズのチャンステーマに、ACのアレンジ曲が使用されている。